# Kristy Jaeckel
Kristy Jaeckel Schmieder (Littleton, 12 ottobre 1989) è un'ex pallavolista statunitense, nel ruolo di schiacciatrice.

## Carriera
La carriera di Kristy Jaeckel inizia nella University of Florida di cui fa parte dal 2007 al 2011 e con la quale prende parte alla NCAA Division I, saltando l'edizione 2007. Nella stagione 2012 inizia la carriera professionistica nella Liga de Voleibol Superior Femenino con le Mets de Guaynabo.
Nella stagione 2012-13 viene ingaggiata dall'UGSÉ Nantes, con cui disputa la Ligue A francese, campionato in cui gioca anche nell'annata successiva, vestendo la maglia dell'ASPTT Mulhouse.
Dopo aver giocato nelle Filippine con le Mane 'n Tail Lady Stallions, nella stagione 2015 torna in Porto Rico per vestire la maglia della Changas de Naranjito, che lascia a metà campionato passando alle Lancheras de Cataño, venendo inserita nell'All-Star Team del torneo. Dopo un periodo di inattività, torna in campo nel campionato 2016-17, tornando a vestire la maglia dell'ASPTT Mulhouse, in Francia, e vincendo lo scudetto e ritirandosi al termine dell'annata.

## Palmarès

### Club
- Campionato francese: 1

2016-17

### Premi individuali
- 2015 - Liga de Voleibol Superior Femenino: All-Star Team